# Electronic Sports-League
Electronic Sports League (ESL, tidligere ESPL) er en E-sports League, som drives af selskabet Turtle Entertainment i Köln.